# ドン・マシスン
ドン・マシスン（Don Matheson、1929年8月5日 - 2014年6月29日）は、アメリカ合衆国の俳優。

## 出演作品
- アメリカTV動物スター図鑑
- 巨人の惑星